# Coelorinchus vityazae
Coelorinchus vityazae är en fiskart som beskrevs av Iwamoto, Shcherbachev och Marquardt 2004. Coelorinchus vityazae ingår i släktet Coelorinchus och familjen skolästfiskar. Inga underarter finns listade i Catalogue of Life.